# Circondario di Porto Maurizio
Il circondario di Porto Maurizio era uno dei circondari in cui era suddivisa la provincia di Nizza; in seguito alla cessione di Nizza alla Francia passò alla provincia di Porto Maurizio.

## Storia
In seguito all'annessione della Lombardia dal Regno Lombardo-Veneto al Regno di Sardegna (1859), fu emanato il decreto Rattazzi, che riorganizzava la struttura amministrativa del Regno, suddiviso in province, a loro volta suddivise in circondari.
Il Circondario di Porto Maurizio fu creato come suddivisione della provincia di Nizza; nel 1860, con la cessione del nizzardo alla Francia, la parte di quella provincia rimasta al Regno di Sardegna fu costituita in provincia autonoma (provincia di Porto Maurizio). In realtà però esisteva già dal 1815 come provincia del Regno di Sardegna, in seguito all’annessione del Ducato di Genova e con le medesime funzioni del successivo circondario.
Il Circondario di Porto Maurizio fu abolito dai fascisti nel 1926, nell'ambito della riorganizzazione della struttura statale.

## Suddivisione
Nel 1863, la composizione del circondario era la seguente:
- mandamento I di Borgomaro
  - Aurigo; Borgomaro; Candeasco; Caravonica; Carpasio; Cesio; Conio; Lucinasco; Maro Castello; San Bartolomeo ed Arzeno; San Lazzaro Reale; Torria; Ville San Pietro; Ville San Sebastiano
- mandamento II di Diano Marina
  - Cervo; Diano Arentino; Diano Borello; Diano Calderina; Diano Castello; Diano Marina; Diano San Pietro; San Bartolomeo dei Cervi; Villafaraldi
- mandamento III di Dolcedo
  - Dolcedo; Moltedo Inferiore; Moltedo Superiore; Pantasina; Pianavia; Pietra Bruna; Prelà; Tavole; Valloria Marittima; Vasia; Villatalla
- mandamento IV di Oneglia
  - Bestagno; Borgo Sant'Agata; Castelvecchio di Santa Maria Maggiore; Chiusanico; Chiusavecchia; Costa d'Oneglia; Gazzelli; Olivastri; Oneglia; Pontedassio; Sarola; Villa Guardia; Villa Viani
- mandamento V di Pieve di Teco
  - Aquila di Arroscia; Armo; Borghetto di Arroscia; Cartari e Calderara; Cenova; Cosio di Arroscia; Lavina; Mendatica; Moano; Montegrosso Pian Latte; Pieve di Teco; Pornassio; Ranzo-Pieve; Rezzo; Ubaga; Vessalico
- mandamento VI di Porto Maurizio
  - Caramagna Ligure; Civezza; Piani; Poggi; Porto Maurizio; Torrazza